# Snow Patrol
Snow Patrol nhóm nhạc rock Bắc Ireland được thành lập năm 1993, gồm các thành viên Gary Lightbody (hát, guitar), Nathan Connolly (guitar, giọng bè), Paul Wilson (guitar bass, giọng bè), Jonny Quinn (trống), và Johnny McDaid (piano, guitar, giọng bè). Với khởi đầu là một nhóm indie rock, Snow Patrol trở nên nổi tiếng vào thập niên 2000 cùng phong trào post-Britpop.
Nhóm được thành lập tại Đại học Dundee vào năm 1993 bởi Lightbody, Michael Morrison, và Mark McClelland với tên Shrug. Sau một thời gian ngắn sử dụng tên gọi Polar Bear và thành viên Morrison rời nhóm, nhóm lấy tên Snow Patrol vào năm 1997 và Quinn gia nhập đội ngũ thành viên. Ba sản phẩm đầu tiên gồm EP Starfighter Pilot (1997), và hai album phòng thu Songs for Polarbears (1998) và When It's All Over We Still Have to Clear Up (2001) thất bại về mặt doanh thu và được phát bởi các hãng đĩa độc lập như Electric Honey và Jeepster. Nhóm ký hợp đồng với hãng thu âm lớn Polydor Records vào năm 2002.
Connolly gia nhập Snow Patrol vào năm 2002, và sau album đầu tay cùng hãng đĩa mới mang tên Final Straw, nhóm trở nên nổi tiếng toàn Vương quốc Anh. Tại đây album được chứng nhận bạch kim 5 lần cũng như bán được 3 triệu bản toàn cầu. Album tiếp theo Eyes Open (2006) cùng đĩa đơn hit "Chasing Cars", đưa nhóm tới với công chúng toàn thế giới. Album đứng đầu UK Albums Chart và là album Anh bán chạy nhất năm với trên 6 triệu bản. Từ năm 2008 tới 2011 nhóm lần lượt ra ba album, A Hundred Million Suns (2008), album tổng hợp Up to Now (2009) và Fallen Empires (2011).
Snow Patrol từng giành được 7 giải Meteor Music Awards và được đề cử Giải Brit 6 lần. Kể từ khi ra album Final Straw, ban nhạc đã bán ra 13 triệu album trên toàn cầu.

## Các thành viên
| Hiện tại - Gary Lightbody – giọng hát chính, guitar nền(1994–nay) - Jonny Quinn – trống, bộ gõ(1997–nay) - Nathan Connolly – guitar chính, giọng bè (2002–nay) - Paul Wilson – guitar bass, giọng bè (2005–nay) - Johnny McDaid – piano, guitar, giọng bè (2011–nay; thành viên lưu diễn: 2007–2011) Cựu thành viên - Tom Simpson – keyboard, nhạc mẫu(2005–2013; thành viên lưu diễn: 1997–2005) - Mark McClelland – guitar bass (1994–2005) - Michael Morrison – trống (1994–1996) | Thành viên lưu diễn - Richard Colburn – keyboard, trống, guitar, bộ gõ(1996–1997, 2008–nay) - Iain Archer – guitar, giọng bè (2001–nay) - Colm MacAthlaoich – trumpet (2001–nay) - Miriam Kaufmann – giọng bè (2006–2007, 2008–nay) - Troy Stewart – guitar (2008–nay) |

Niên biểu thành viên

## Danh sách đĩa nhạc
Album phòng thu
- Songs for Polarbears (1998)
- When It's All Over We Still Have to Clear Up (2001)
- Final Straw (2003)
- Eyes Open (2006)
- A Hundred Million Suns (2008)
- Fallen Empires (2011)
- Wildness (2018)
- The Forest Is the Path (2024)

## Lưu diễn
| Tên                       | Album                  | Ngày bắt đầu         | Ngày kết thúc        |
| ------------------------- | ---------------------- | -------------------- | -------------------- |
| Final Straw Tour          | Final Straw            | 10 tháng 8 năm 2003  | 23 tháng 7 năm 2005  |
| Eyes Open Tour            | Eyes Open              | 14 tháng 2 năm 2006  | 22 tháng 9 năm 2007  |
| Take Back the Cities Tour | A Hundred Million Suns | 26 tháng 10 năm 2008 | 20 tháng 10 năm 2009 |
| Reworked Tour             | Up to Now              | 18 tháng 11 năm 2009 | 12 tháng 12 năm 2009 |
| Fallen Empires Tour       | Fallen Empires         | 20 tháng 1 năm 2012  | 31 tháng 12 năm 2012 |